# Hermann Muhs
Hermann Muhs (født 16. maj 1894, død 13. april 1962) var en tysk nazistisk minister med ansvar for kirkelige spørgsmål (Minister für Kirchenfragen).
Efter den første verdenskrig studerede han jura i Göttingen og tog eksamen i 1922. Han åbnede et advokatkontor og blev medlem af NSDAP i 1929. Fra 1930 var han medlem af det preussiske Statsparlament.